# Conseil des ministres (Cuba)
Le conseil des ministres (en espagnol : Consejo de ministros), aussi appelé simplement le cabinet de Cuba, est l'organe exécutif et administratif le plus élevé de la république de Cuba et constitue le gouvernement de la nation. Il se compose du Premier ministre, des vice-Premiers ministres, et des ministres. Jusqu'en 2019, il se composait du président, du premier vice-président, et des vice-présidents du Conseil des ministres (ceux-ci pouvant être également être respectivement président, premier vice-président ou vice-présidents du Conseil d'État), du secrétaire du Comité exécutif, des chefs des ministères nationaux et d'autres membres prévus par la loi.
Le comité exécutif est un organe restreint, composé du président et des vice-présidents du Conseil d'État, du secrétaire et des ministres choisis par le président.
Le conseil des ministres est responsable de la mise en œuvre des accords politiques autorisées par l'Assemblée nationale du pouvoir populaire. Ceux-ci sont attribués à chaque ministre individuellement. Le conseil propose également des plans généraux de développement économique et social, qui sont autorisées par l'Assemblée nationale deux fois par an.
Le conseil des ministres dirige également la politique étrangère de Cuba et ses relations avec les autres gouvernements, approuve les traités internationaux avant de les soumettre à la ratification du Conseil d'État, dirige et supervise le commerce extérieur et le budget de l'État. Le conseil des ministres applique les lois adoptées par l'Assemblée nationale et le Conseil d'État.

## Les membres actuels
| Position                                                                            | Nom                                  |
| ----------------------------------------------------------------------------------- | ------------------------------------ |
| Premier ministre                                                                    | Manuel Marrero Cruz                  |
| Secrétaire adjoint du comité central du PCC                                         | José Ramón Machado Ventura           |
| Vice-Premier ministre                                                               | Ramiro Valdés Menéndez               |
| Vice-Premier ministre                                                               | Antonio Enrique Lussón Batlle        |
| Vice-Premier ministre                                                               | Adel Onofre Yzquierdo Rodríguez      |
| Vice-Premier ministre                                                               | Marino Alberto Murillo Jorge         |
| Vice-Premier ministre                                                               | Ricardo Cabrisas Ruiz                |
| Vice-Premier ministre                                                               | Ulises Rosales del Toro              |
| Ministre de l'Économie et de la Planification                                       | Ricardo Cabrisas Ruiz                |
| Ministre de l'Intérieur                                                             | Julio Cesar Gandarilla Bermejo       |
| Ministre des Affaires étrangères                                                    | Bruno Rodríguez Parrilla             |
| Ministre de la Justice                                                              | María Esther Reus Gonzalez           |
| Ministre des Forces armées révolutionnaires                                         | Corps General Leopoldo Cintra Frías  |
| Ministre de la Santé publique                                                       | Roberto Morales Ojeda                |
| Ministre du Travail et de la Sécurité sociale                                       | Margarita Marlene González Fernández |
| Ministre de l'Agriculture                                                           | Gustavo Rodríguez Rollero            |
| Ministre de l'Éducation                                                             | Ena Elsa Velázquez Cobiella          |
| Ministre de l'Énergie et des Mines                                                  | Alfredo López Valdés                 |
| Ministre de la Culture                                                              | Abel Prieto Jiménez                  |
| Ministre de l'Enseignement supérieur                                                | José Ramón Saborido Loidi            |
| Présidente de la Banque centrale de Cuba                                            | Irma Margarita Martínez Castrillón   |
| Ministre de la Science, de la Technologie et de l'Environment                       | Elba Rosa Prez Montoya               |
| Ministre de l'Informatique et des Communications                                    | Maimir Mesa Ramos                    |
| Ministre du Commerce local                                                          | Mary Blanca Ortega Barredo           |
| Ministre du Commerce extérieur et de l'Investissement                               | Rodrigo Malmierca Diaz               |
| Ministre des Finances et des Prix                                                   | Lina Olinda Pedraza Rodríguez        |
| Ministre de la Construction                                                         | Rene Mesa Villafana                  |
| Ministre de l'Industrie                                                             | Salvador Pardo Cruz                  |
| Ministre de l'Industrie alimentaire                                                 | María del Carmen Concepción González |
| Ministre du Tourisme                                                                | Manuel Marrero Cruz                  |
| Ministre du Transport                                                               | César Ignacio Arocha Masid           |
| Président de l'Institut cubain de radio et de télévision                            | Alfonso Noya Martínez                |
| Président de l'Institut national des sports, de l'éducation physique et des loisirs | Antonio Eduardo Becali Garrido       |
| Président de l'Institut national de ressources hydrauliques                         | Inés María Chapman Waug              |